# Čierna
Čierna (Hongaars: Ágcsernyő) is een Slowaakse gemeente in de regio Košice, en maakt deel uit van het district Trebišov.
Čierna telt 420 inwoners.